# Російський імпресіонізм

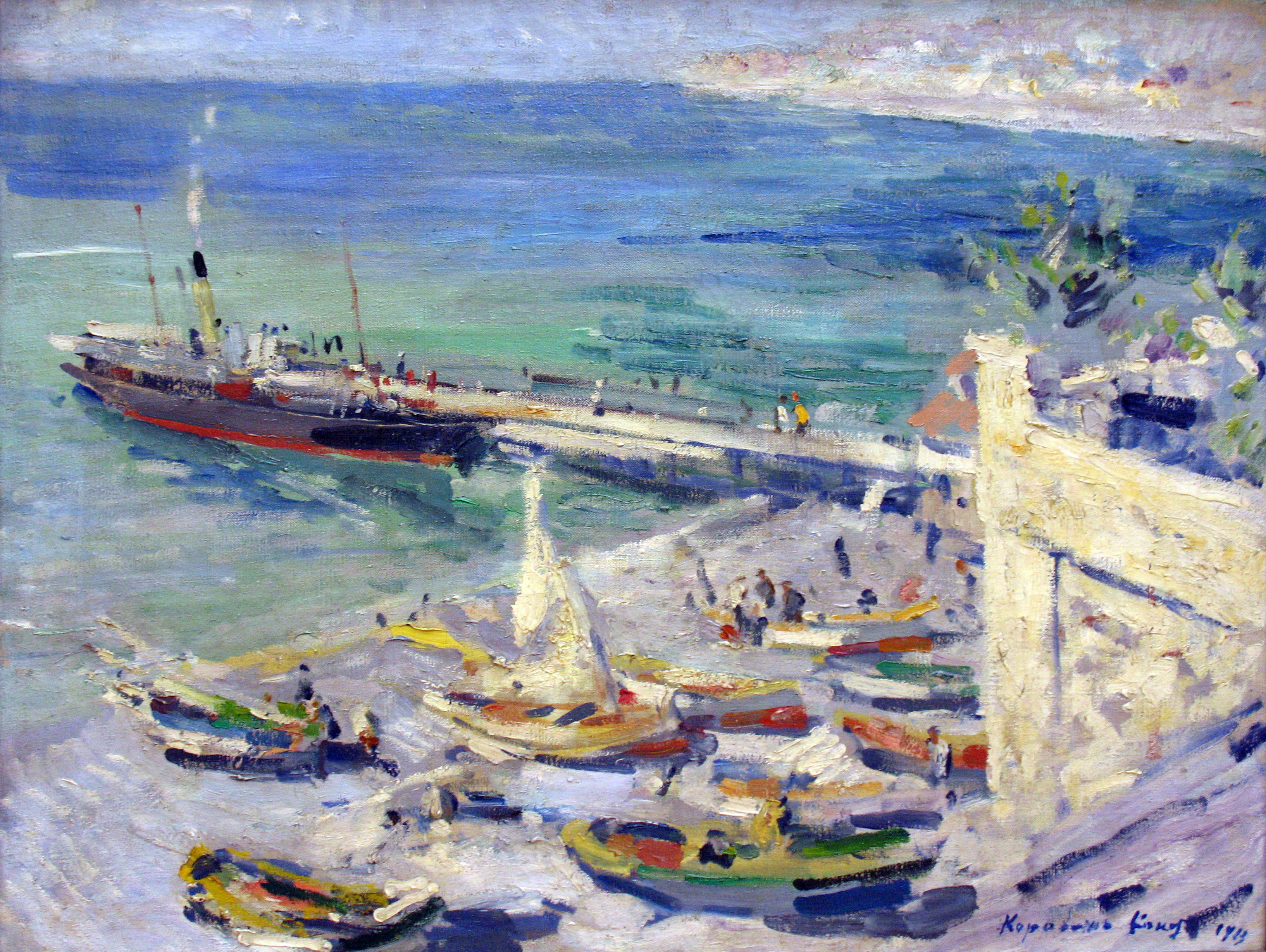
Костянтин Коровін, «Набережна в Криму», 1913, Третьяковська галерея

Російський імпресіонізм — національний варіант мистецького напрямку 19-20 століть. Мав відображення в живописі, найменше в російській скульптурі та музиці.

## Історія вивчення

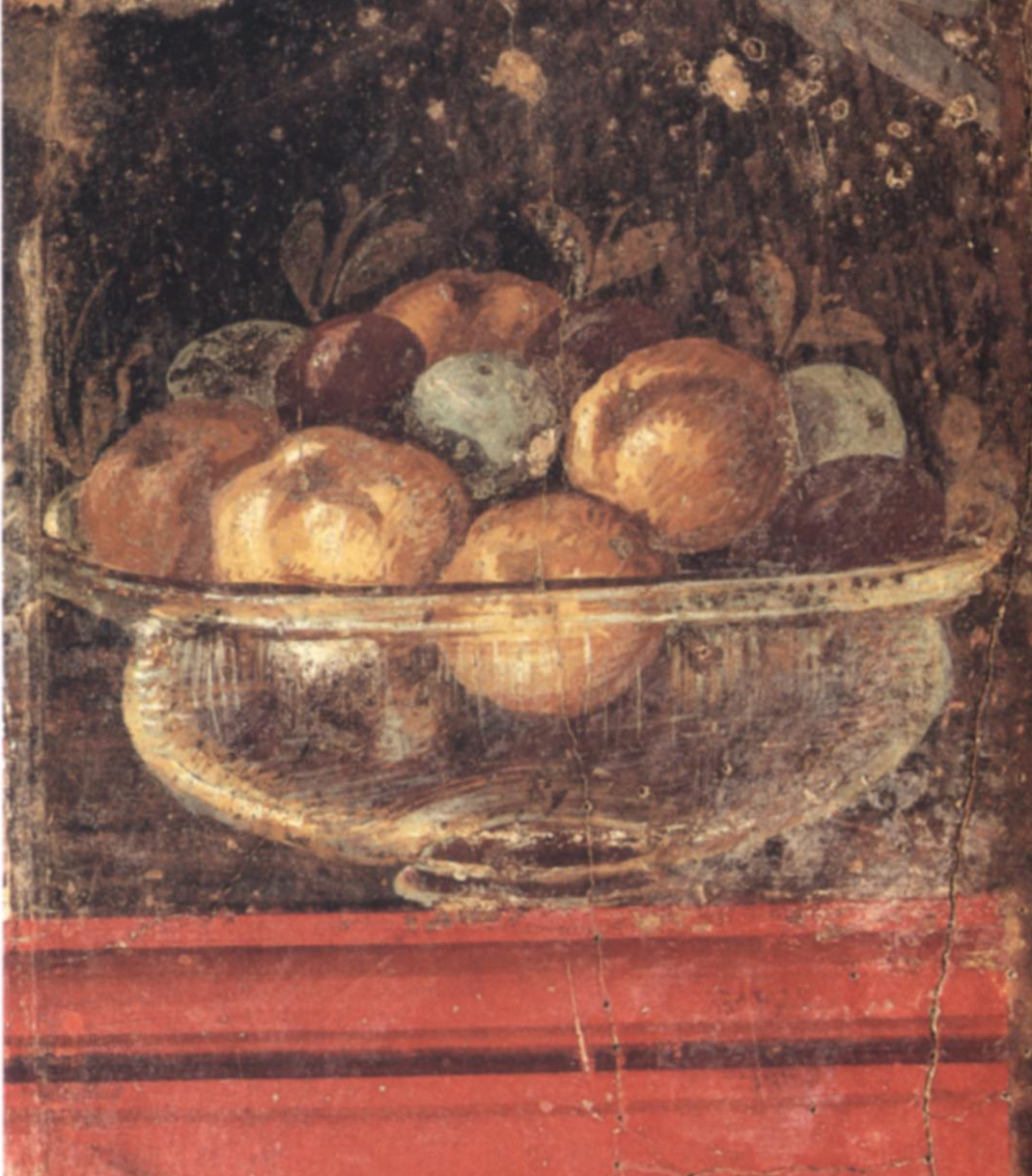
Анонім. Вілла Боскореалє, «Скляна ваза з фруктами», до 79 н. е., Музей мистецтва Метрополітен

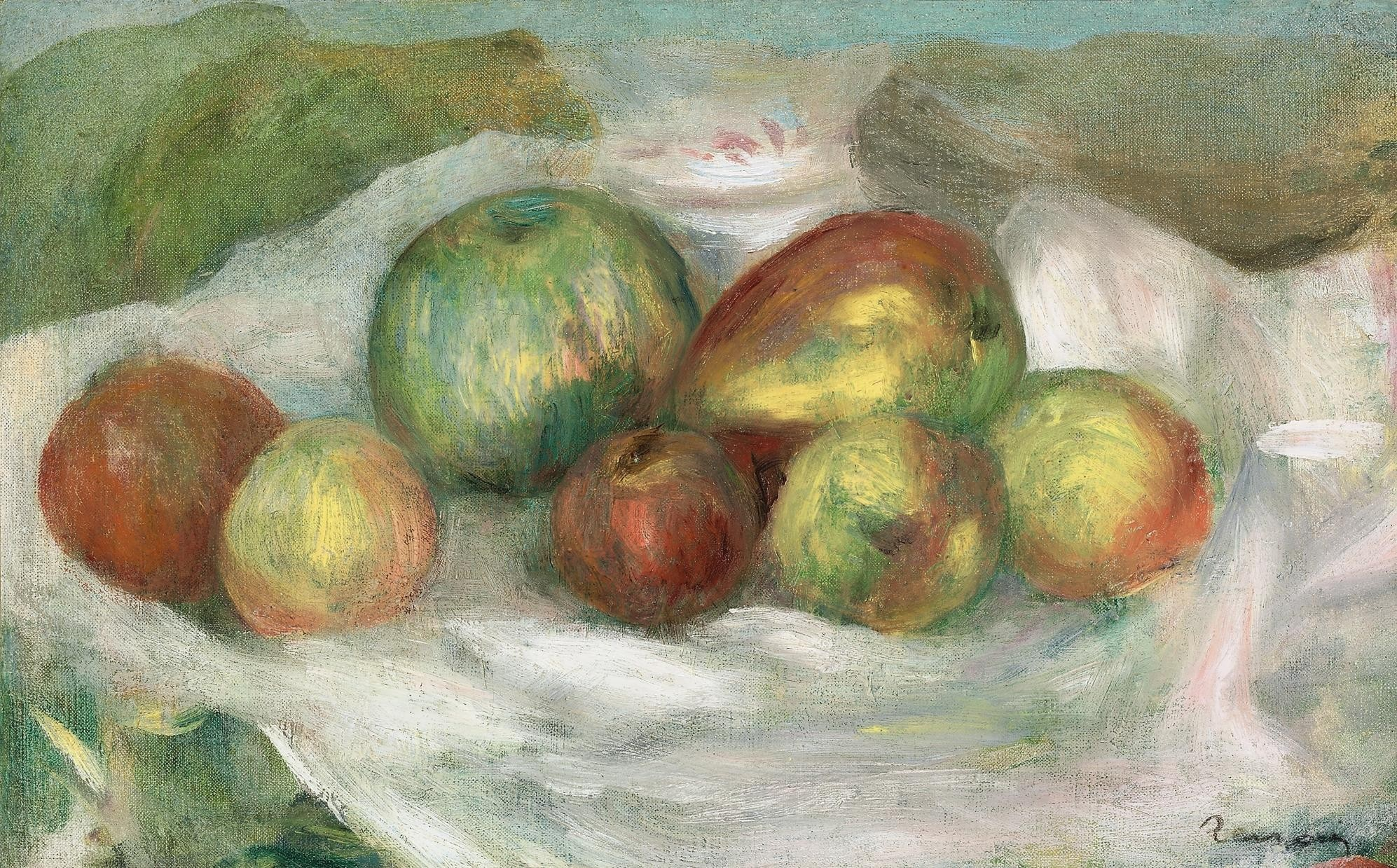
П'єр-Огюст Ренуар, «Яблука і груша»

Французький імпресіонізм історично ведуть від художньої виставки навесні 1874, що відкрилася в майстерні фотографа Надара. А вже 25 квітня 1874 маловідомий нині репортер Леруа надрукував в гумористичному виданні «Шаріварі» статтю з назвою «Виставка імпресіоністів». Осудлива тоді назва Леруа набула популярності, а пізніше стала історичною і втратила негативне забарвлення.
Назва «імпресіонізм» досить беззмістовна — на відміну від назв «Барбізонська школа» чи «Школа Фонтенбло», де хоча б є позначка географічного розташування художнього угруповання. Ще менше ясності з кількома художниками, які формально не входили в коло перших французьких імпресіоністів, хоча їх технічні прийоми і засоби цілком «імпресіоністичні» — Вільям Тернер, Вістлер ,Едуар Мане, Ежен Буден тощо. Але в історії мистецтв давно відомі технічні засоби імпресіоністів Франції задовго до 19 століття і їх (частково, обмежено) використовували ще Тиціан і Веласкес, не пориваючи з панівними ідеями своєї доби. Археологічні відкриття в Помпеях, Геркуланумі та в Римі, реставрація давньоримських стінописів і фресок також довели, що «імпресіоністичну» техніку віднайшли ще художники Стародавнього Риму і використовували у власних творах. Так розрекламоване новаторство французьких митців-імпресіоністів зблякло.
Вивчення російського імпресіонізму пройшло етапи протиріч і негативного офіційного ставлення, коли визнавали наявність російських художників-імпресіоністів (Сєров Валентин Олександрович, Костянтин Коровін, Ігор Грабар, Філіп Малявін) і — не визнавали російського імпресіонізму. Навіть звертання до техніки імпресіонізму таких авторитетів російського мистецтва як Василь Полєнов, Віктор Борисов-Мусатов, Василь Суриков чи пізній Ілля Рєпін — не переконувало. Ретельне вивчення російського імпресіонізму стало можливим наприкінці 20 століття, коли цензура СРСР нарешті відсахнулась від мистецтвознавства. І з звичного мистецького терміна «імпресіонізм» нарешті зняли вороже для радянської ідеології навантаження занепадницького мистецтва. Імпресіонізм почали визнавати логічним і майже обов'язковим етапом розвитку образотворчого мистецтва низки національних шкіл. До кінця 20 ст. імпресіонізм пройшов більш ніж 100-річний шлях розвитку і мав як роки піднесення, так і періоди кризи і занепаду і відбився в мистецтві декількох національних шкіл окрім Франції (Росія, Сполучені Штати, частково Угорщина, Італія тощо).
Злам 19-20 століть взагалі характеризувався пожвавленням мистецького життя та появою різних художніх товариств, метою яких стають відокремлення від академізму, національне забарвлення самого мистецтва і спроби підняти його до рівня найкращих здобутків мистецтва Європи, в першу чергу до високого рівня Франції. Розповсюдженню цих настанов сприяють численні мистецькі видання, численні всесвітні виставки з мистецькими експозиціями, розвиток мистецтвознавства як науки.

## Особливості
Росія мала власні темпи розвитку культури, запізнілі в порівнянні з країнами Європи, не пройшла періодів відродження і гуманізму, маньєризму, розгалуження жанрів в 17 ст., а зробла це розгалуження на 100 років пізніше тощо. Але її культура і образотворче мистецтво мали власні важливі здобутки — міцний реалістичний характер і відсутність радикальних крайнощів, психологізм в портретах, цікавість до внутрішнього світу людини. Мистецтво Росії зберігало повчальний характер — як засіб підняти людські думки і душі до краси, до співчуття, до пошуку нового і справедливого хоча би в мистецтві, якщо їх нема в російській реальності. Саме ці якості забезпечували розвиток традицій національного мистецтва і відбивались як в бароко чи в реалізмі передвижників, так і в російському імпресіонізмі. Російське образотворче мистецтво мало зачепили руйнівні тенденції і в 20 ст. (у порінянні з Німеччиною, Великою Британією, Францією, США) і воно зберігло статус художньої значущості попри всі негаразди політичної історії століття і дві радикально-руйнівні зміни державного устрою 1917 та 1991.
Первісні зразки імпресіонізму з'явились в ранніх творах Валентина Сєрова як протест проти невиразної дійсності і бажання малювати лише свіже, радісне та «душевно бадьоре», як він тоді висловився («Дівчина, освітлена сонцем», «Дівчина з персиками», 1887). Імпресіоністична техніка притаманна пейзажам Ісака Левітана, портретам пізнього Іллі Рєпіна, майже всім пейзажам Ігоря Грабаря. Але опанування імпресіонізму в Росії дещо запізнюється в порівнянні з Францією, а його перший розквіт припав на роки кризи там французького імпресіонізму і відходу від його методу більшості французів-імпресіоністів. Дослідник течії Дж. Ревалд датував припинення першого періоду імпресіонізму у Франції 1886 роком, коли відбулась остання виставка імпресіоністів. Тим паче, що в ній брали участь лише три представники течії (Каміль Піссарро, Едгар Дега, Берта Морізо), а родзинкою виставки стала картина Сьора «Весняна прогулянка на острові Гранд-Жатт», художника-неімпресіоніста і початківця абсолютно іншого нарпямку в мистецтві Франції. Ще раніше (1883) творчу кризу пережив П'єр-Огюст Ренуар, що відкинуло його від імпресіонізму. Період захоплення стилем Сьора (пуантилізм) був у Каміля Піссарро. І Ренуар, і Піссарро повернуться до імпресіоністичної техніки в останні періоди творчості, що стане творчою інерцією і періодом повторень давніх знахідок. Їх твори втратять експериментальний характер, оптимізм, це продукція на артринок. Ще гірший стан був з пізнім живописом Клода Моне, останній ставав інвалідом-художником через втрату сприйняття кольорів і значне погіршення зору, сам нищив останні картини.
Російський імпресіонізм не збігався за часом з французьким, зберігав «культ ескізу», але переніс в закінчену картину реалістичну традицію і психологізм. В творах російського імпресіонізму набагато менше милуваннями мінливостями і поверхневості, більше лірики і поваги до зображень людей чи краєвидів, більше навантаження змістом, в картинах збережена якась ідея, в наявності садибний і " сільський " (заміський) характер, нема відмови від темних і чорних фарб. «Культ ескізу» особливо яскраво відбився в підготовчих замальовках К. Коровіна до театральних декорацій та в портретів і натюрмортах, розрахованих на друзів та близьке оточення. Але він ставав старанним реалістом в великих театральних декораціях і знову віртуозним імпресіоністом — в творах на продаж (твори гурзуфської тематики, твори паризького періоду). Звертання Олександра Головіна до знахідок імпресіоністів лише збагатило та урізноманітнило його творчий спадок.
Російський імпресіонізм — не створив художнього товариства (як у Франції) і не мав власного теоретичного обґрунтування. Він був лише технічним методом низки російських митців, їх вільним вибором. Також співіснував разом з іншими художніми напрямками — сецесією, символізмом, Світом мистецтва, пізніми передвижниками. Імпресіонізм — початковий етап творчості низки митців нової російської генерації, розчарованої в академізмі чи наслідках передвижників. Імпресіонізм також характерний для митців, що надавали перевагу формальним чи колористичним завданням власних творів — деякі твори Валентина Сєрова, низка портретів Фешина Миколи Івановича, картини Філіпа Малявіна.
Більшість російських прихильників імпресіонізму тяжіла до Москви або була пов'язана з Московським училищем живопису, навчальні програми якого мали більш вільний характер, ніж в Імператорській Академії мистецтв в Петербурзі.
Влітку 1898 Дягілєв Сергій Павлович вивіз в Німеччину для показу картини російських митців, серед яких були пейзажі і портрети Костянтина Коровіна та Валентина Сєрова. Твори російських імпресіоністів могли бачити відвідувачі виставок в містах Берлін, Кельн, Дюссельдорф, Мюнхен.

## Галерея

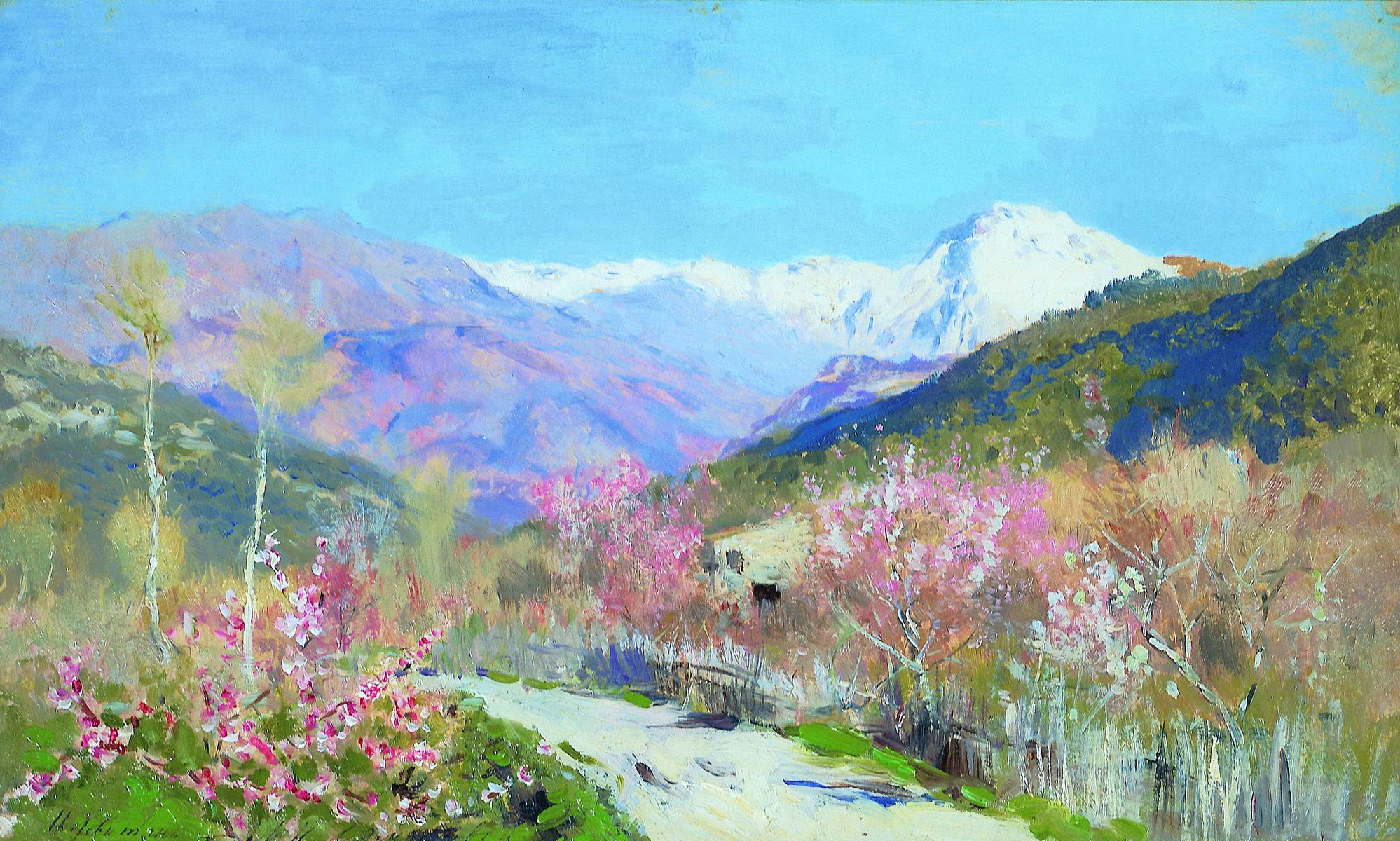
Ісаак Левітан. «Весна в Італії»
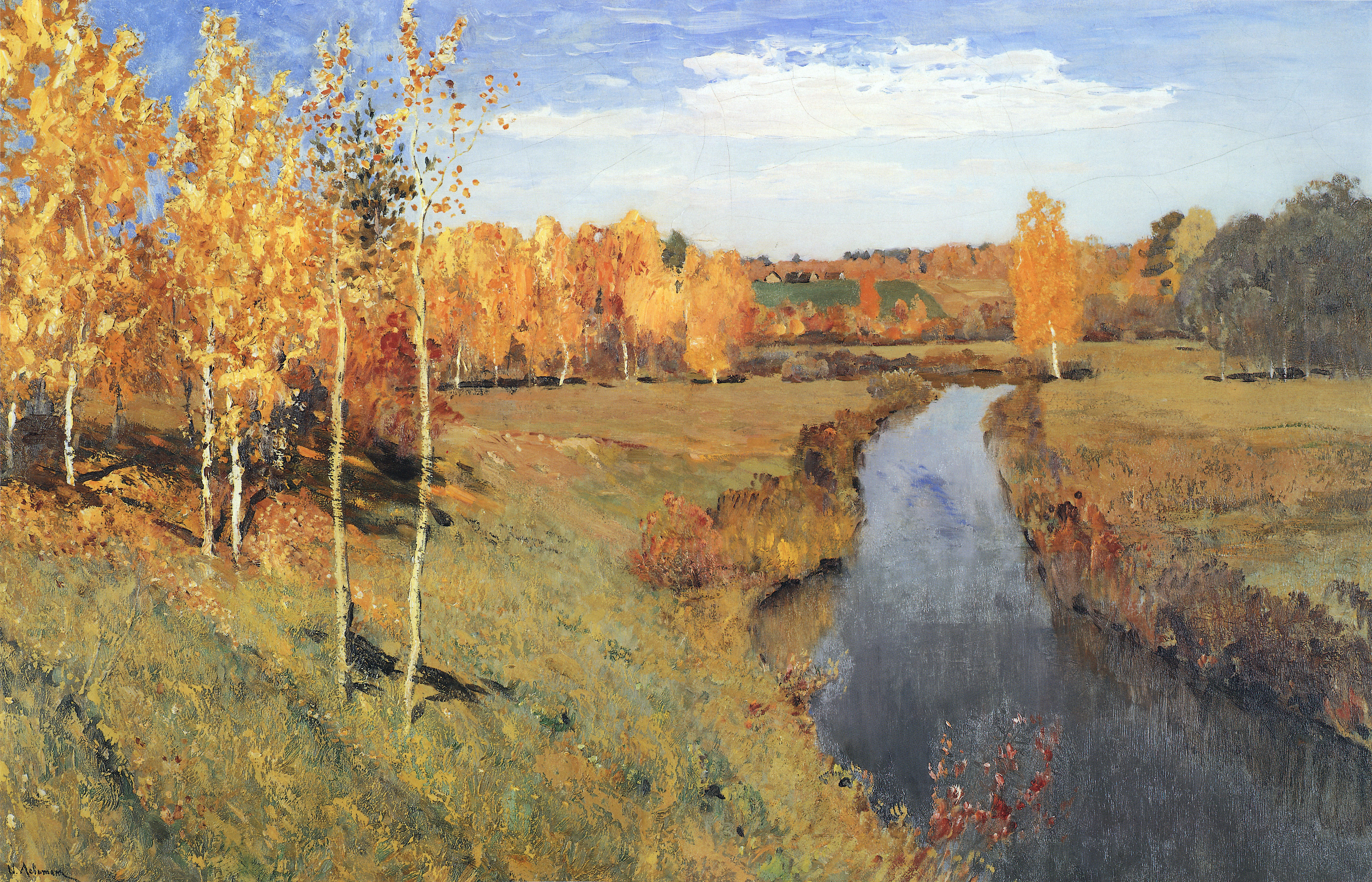
Ісаак Левітан. «Золота осінь», 1895
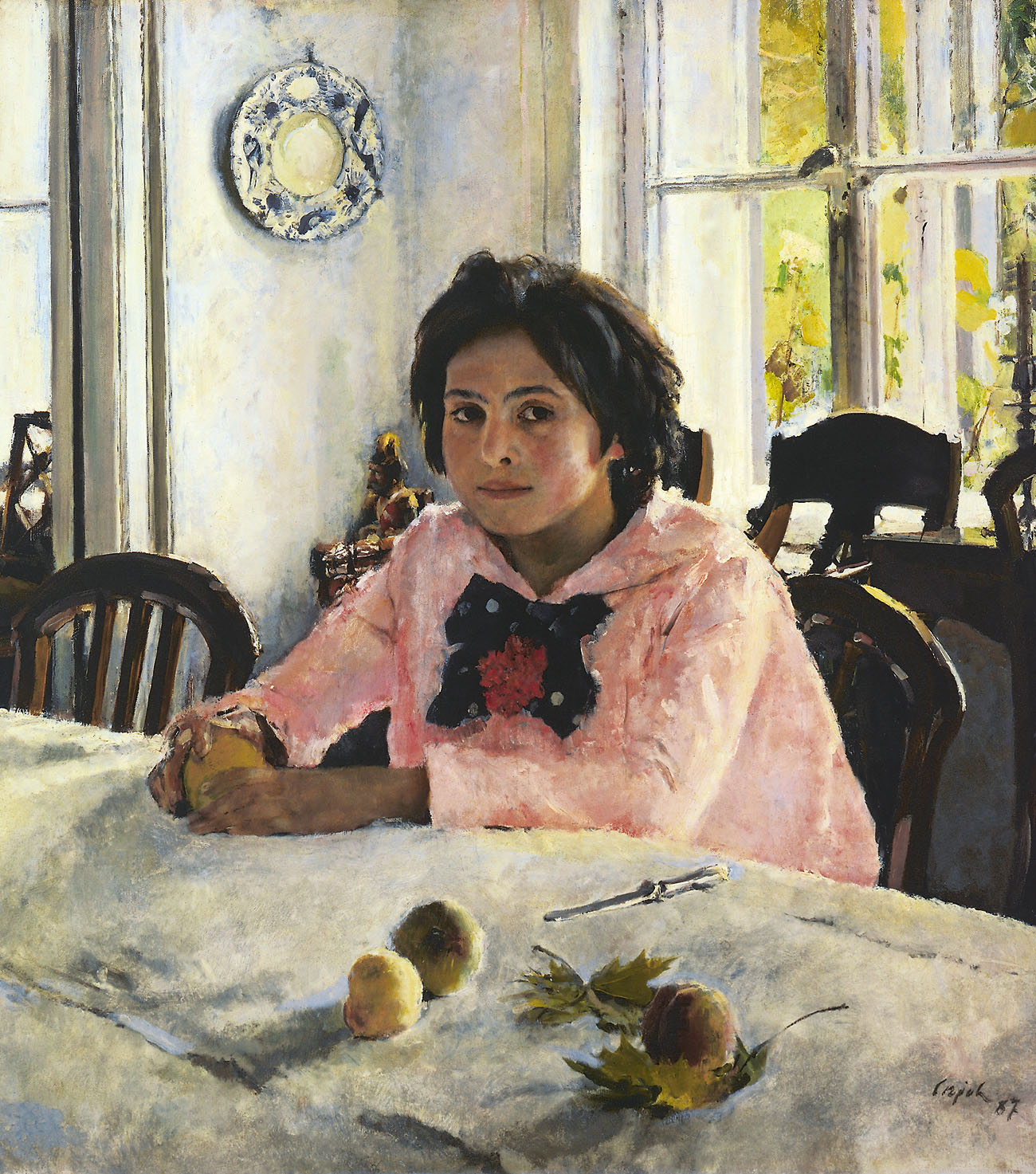
Валентин Сєров. «Дівчина з персиками», 1887, Державна Третьяковська галерея
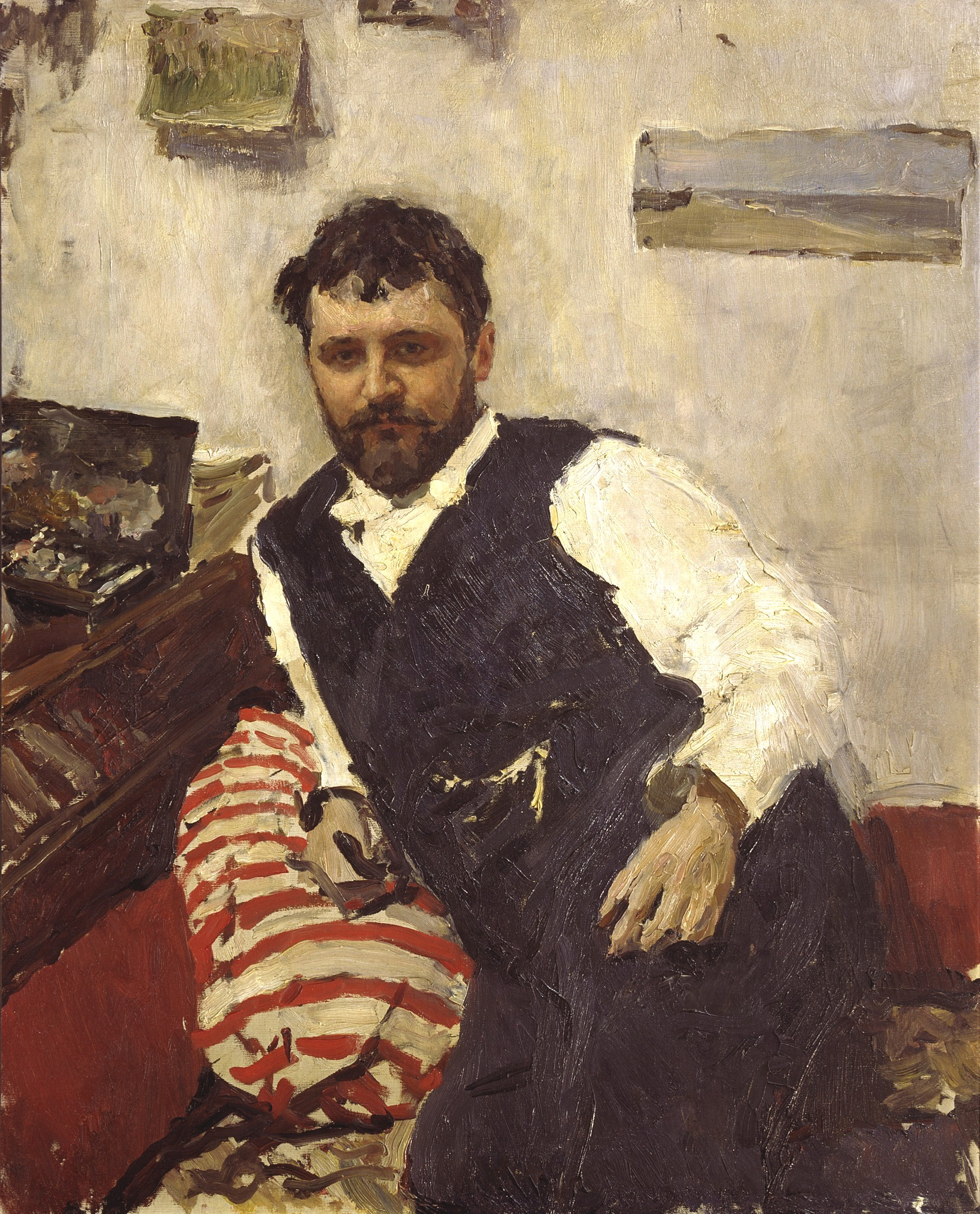
Валентин Сєров. «Портрет Костянтина Коровіна», 1891, Державна Третьяковська галерея
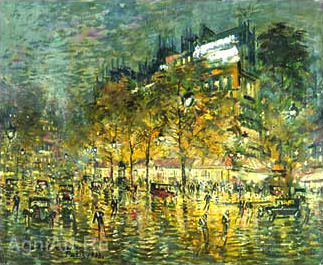
Костянтин Коровін. «Париж», 1933
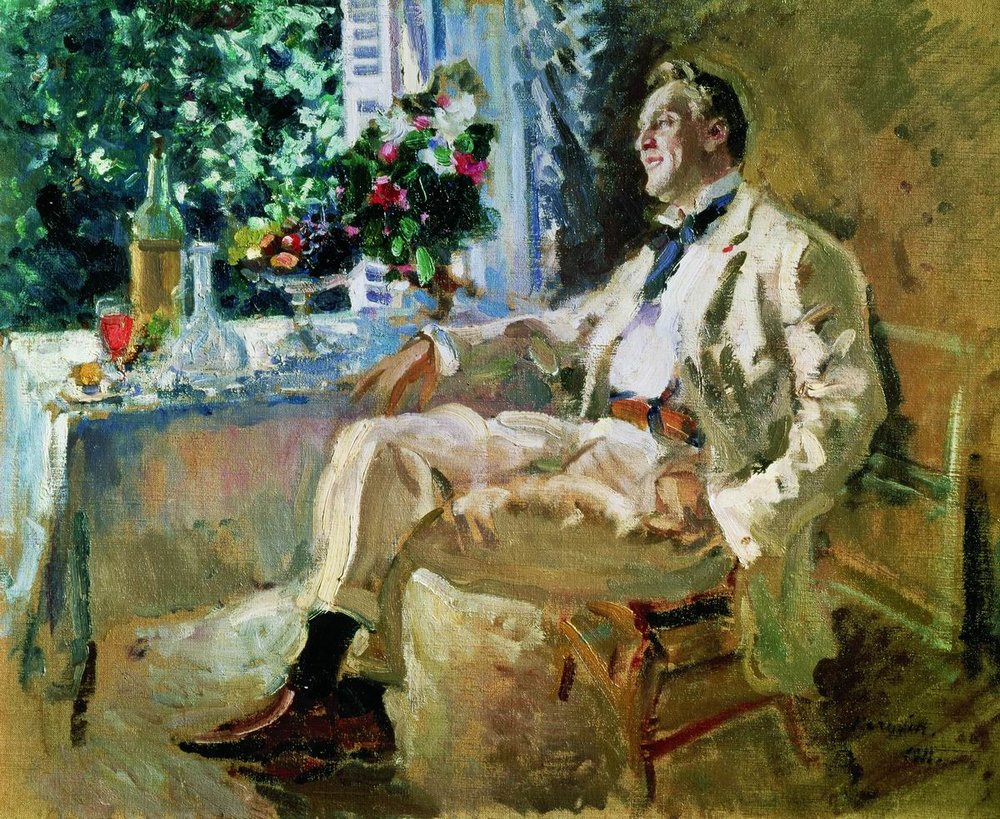
Костянтин Коровін. «Портрет Федора Шаляпіна», 1911
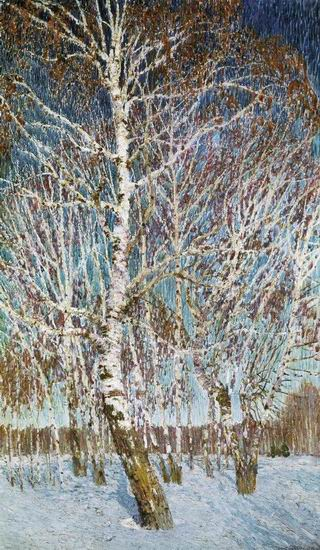
Ігор Грабар. «Лютнева блакить», 1904
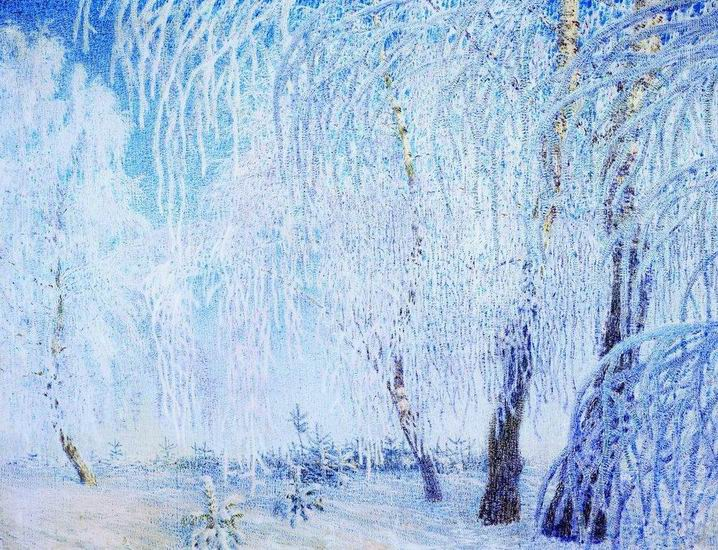
Ігор Грабар. «Іній», 1905
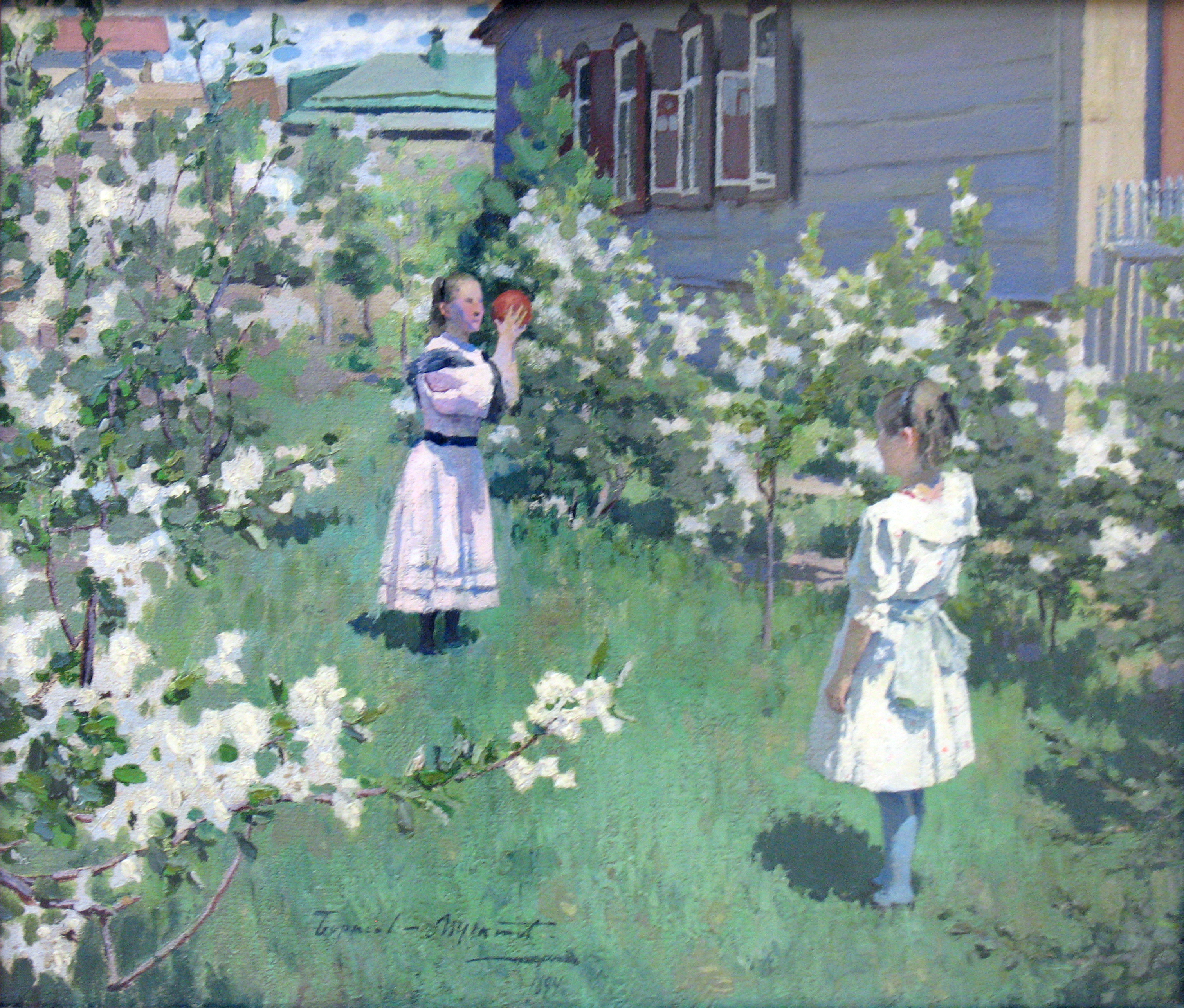
Віктор Борисов-Мусатов. «Травневі квіти», 1894
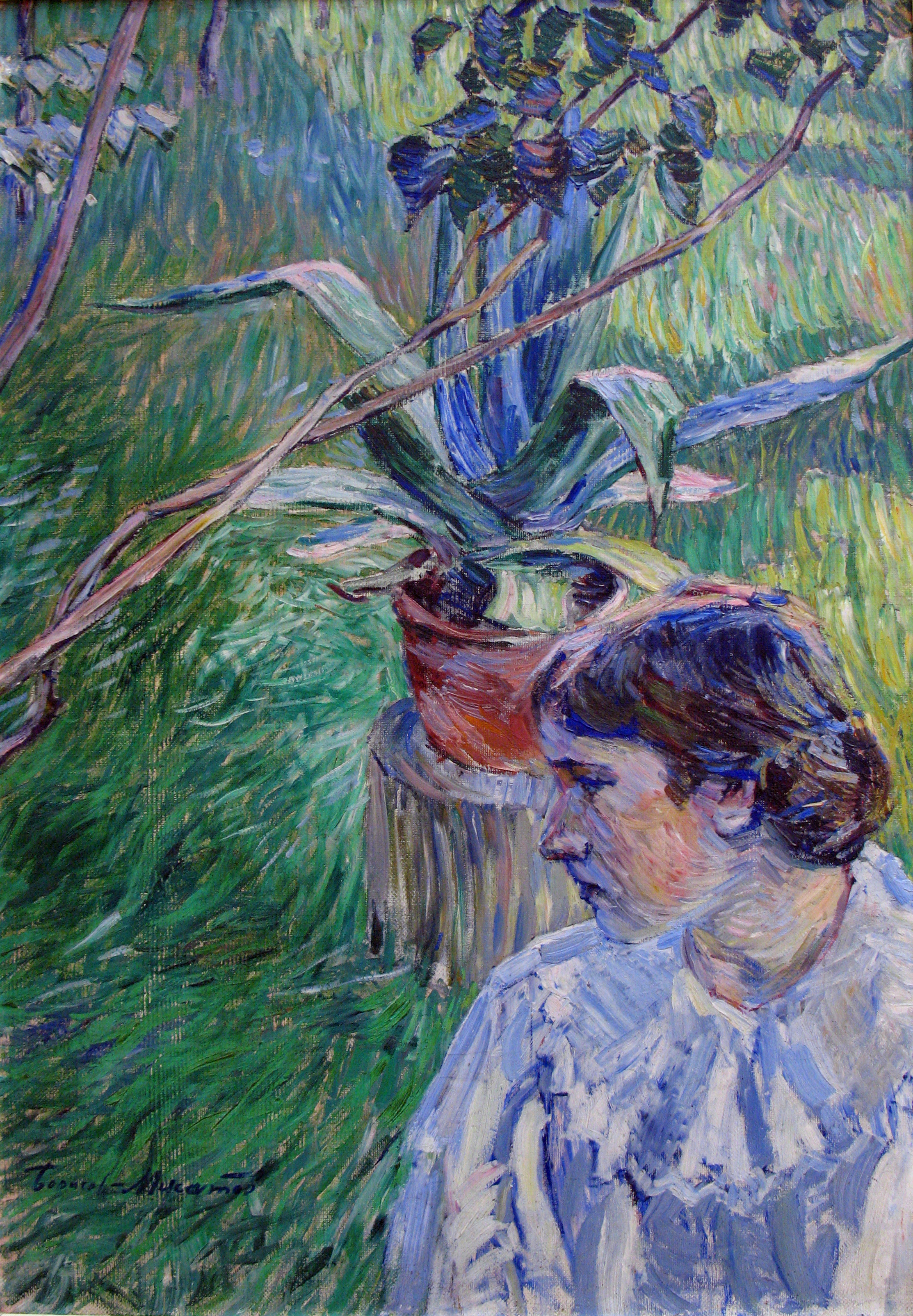
Віктор Борисов-Мусатов. «Пані біля агави в саду», 1897
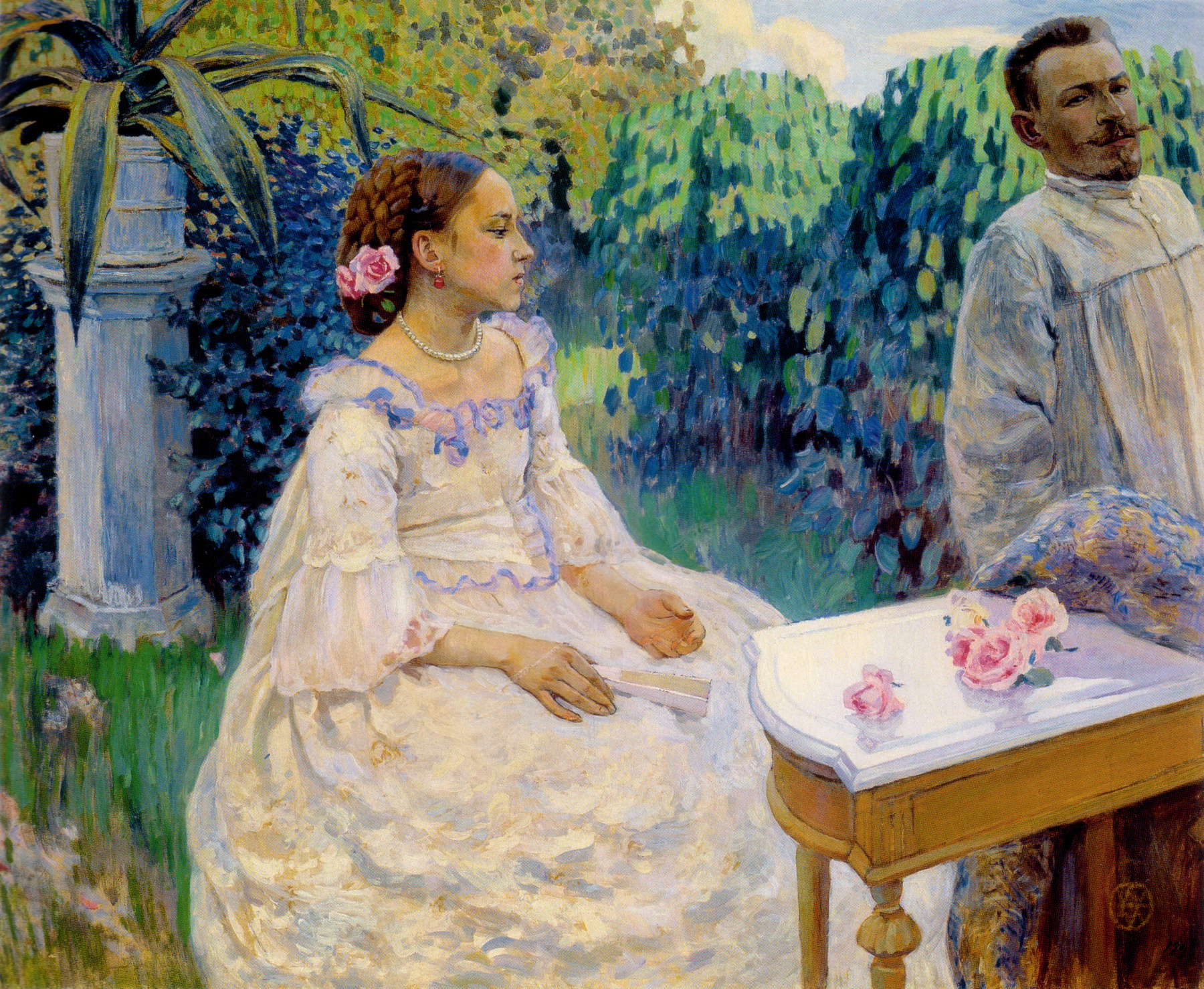
Віктор Борисов-Мусатов. Самопортрет з сестрою, 1898, Державний Російський музей, Санкт-Петербург
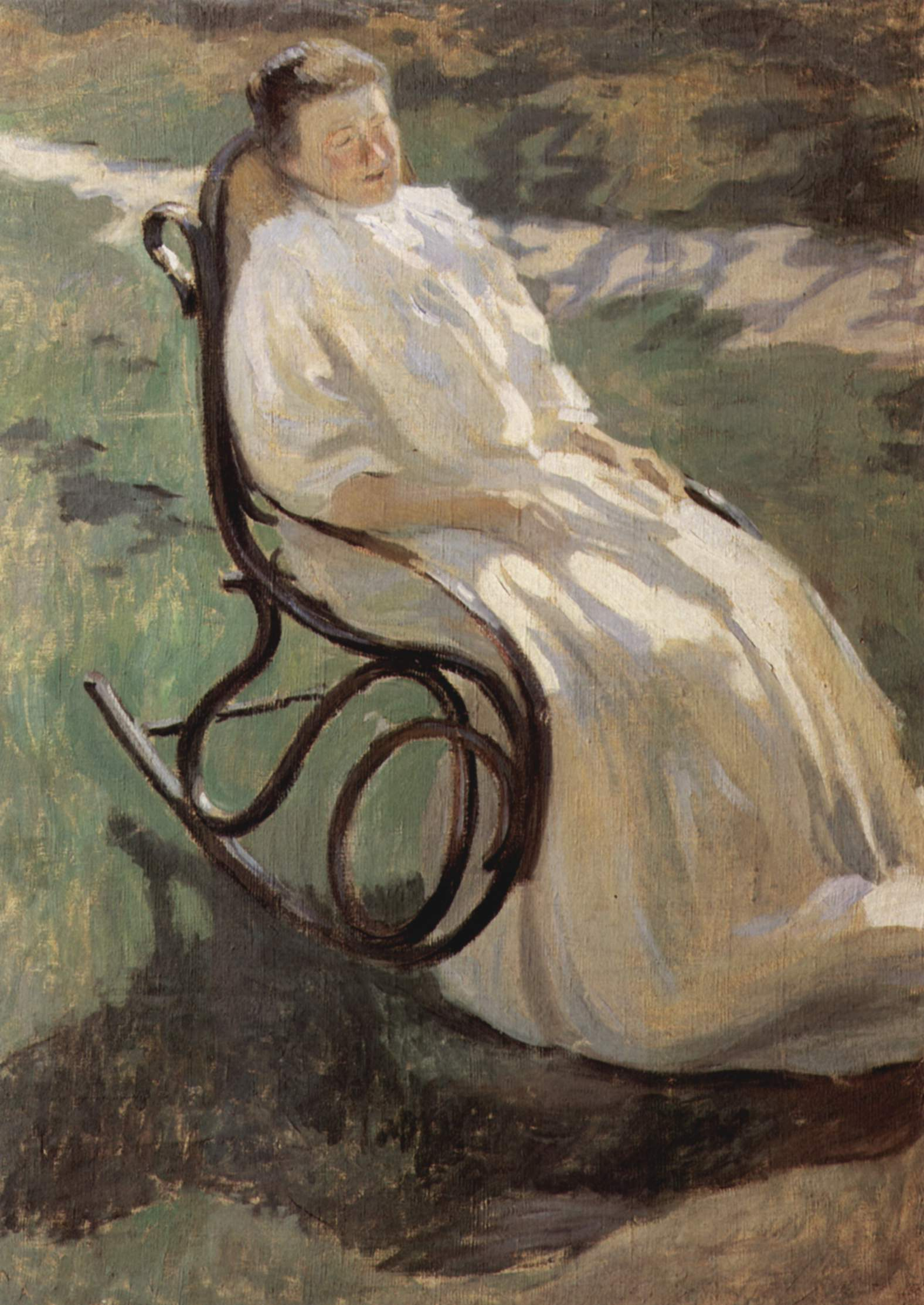
Віктор Борисов-Мусатов. Дама в гойдалці (ескіз до нездійсненої картини "Maternite"), 1897, Державна Третьяковська галерея, Москва
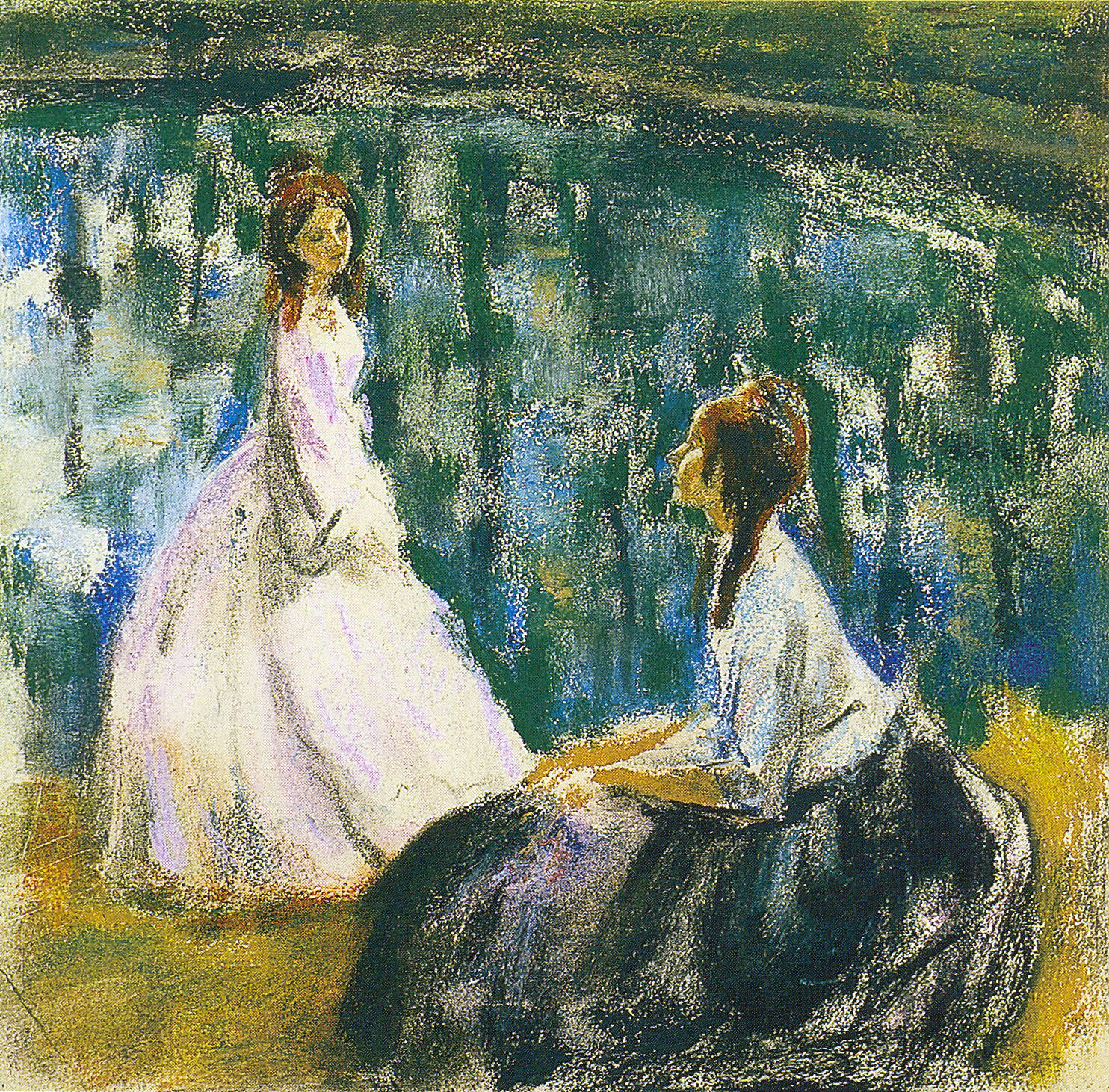
Віктор Борисов-Мусатов. У водойми (ескіз), Приватна збірка, Москва
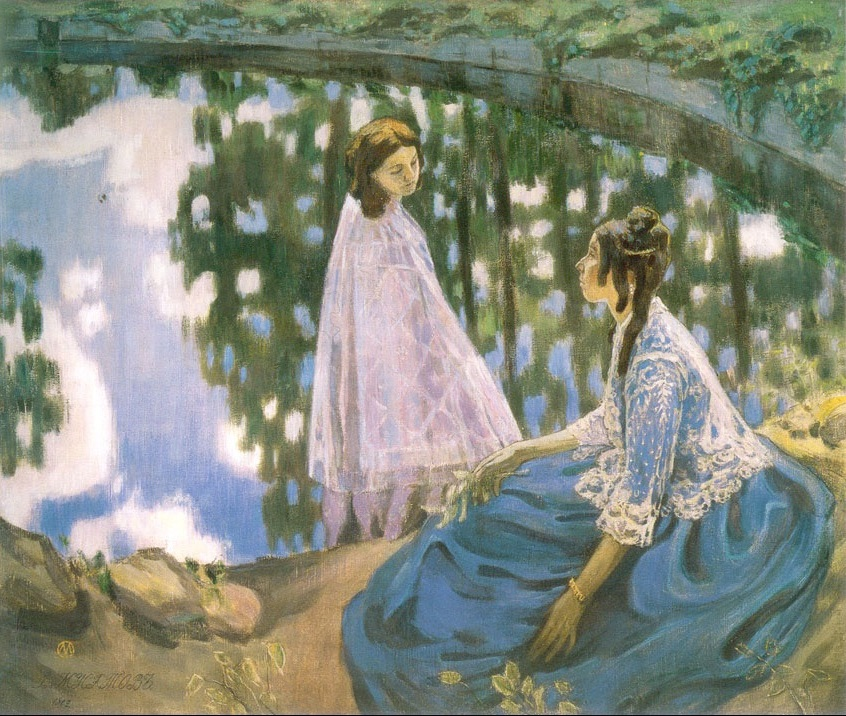
Віктор Борисов-Мусатов. Водоймище, 1902, Державна Третьяковська галерея, Москва
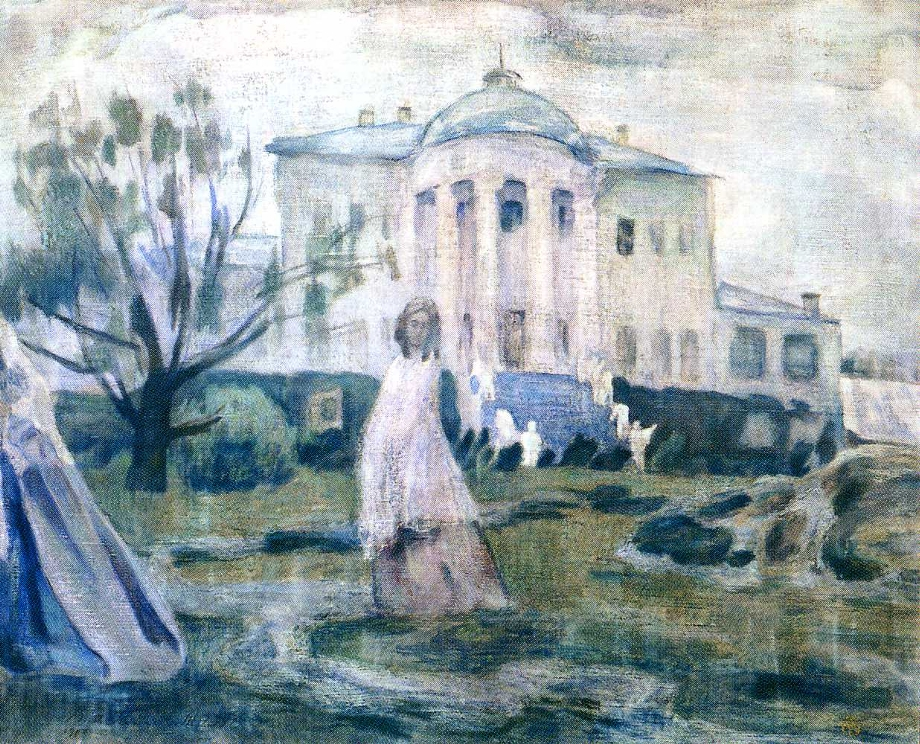
Віктор Борисов-Мусатов. Привиди, 1903; Художник зобразив Південний фасад палацу в садибі Зубрилівка
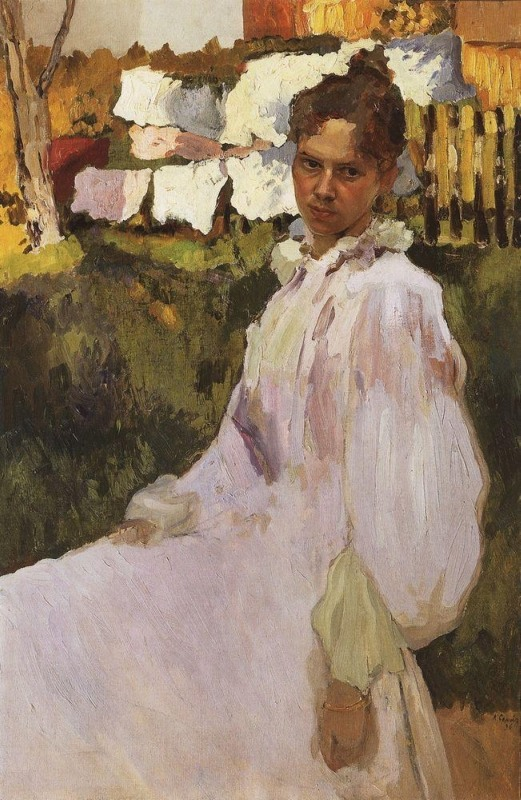
Сомов Костянтин Андрійович. «Портрет Н. Ф. Обер», 1896
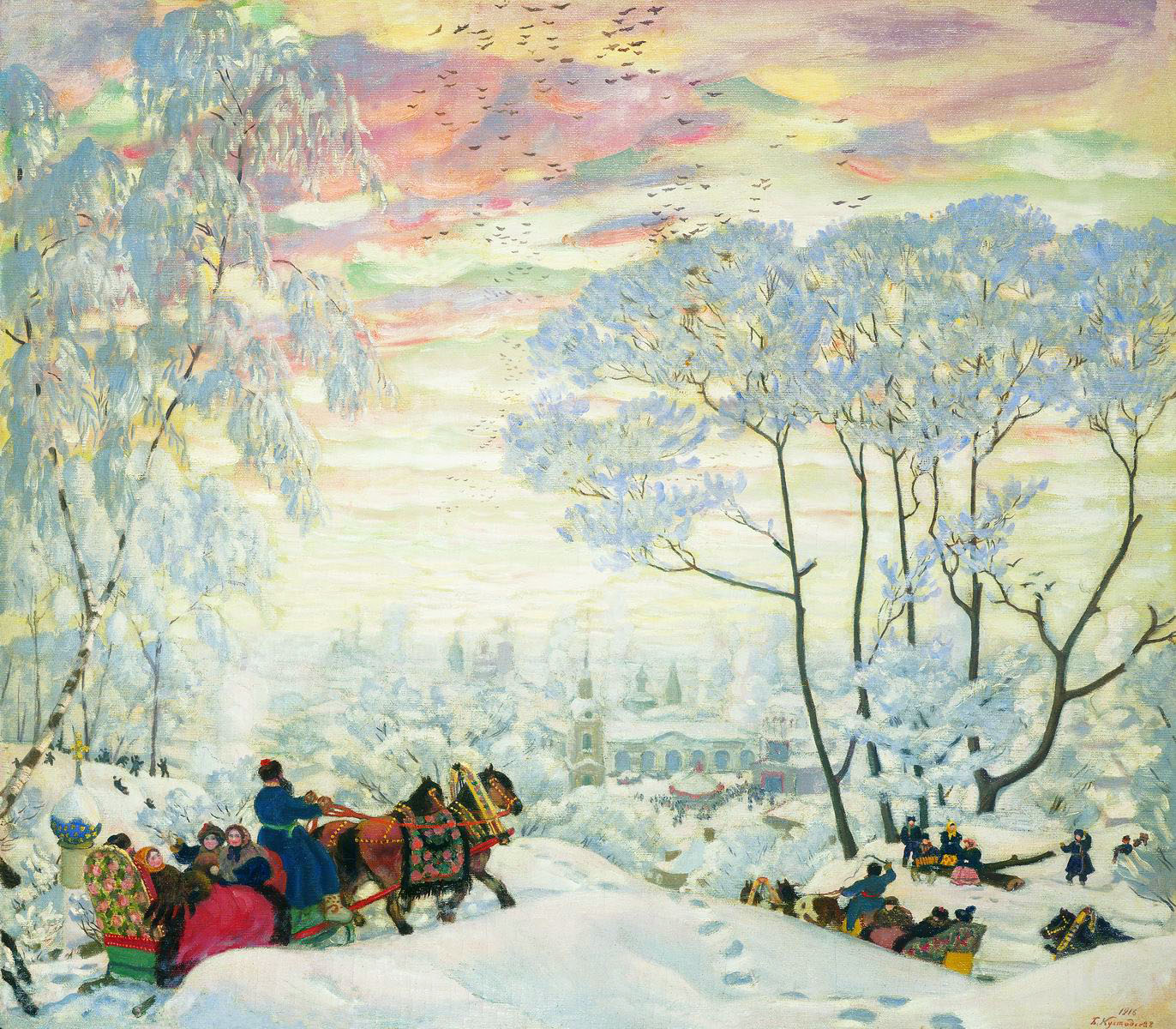
Кустодієв Борис Михайлович. «Зима», 1916

## Головні представники на зламі 19-20 ст
- Сєров Валентин Олександрович (1865—1911)
- Костянтин Коровін (1865—1939)
- Борисов-Мусатов Віктор Ельпидифорович (1870—1905)
- Мещерін Микола Васильович (1864—1916)
- Грабар Ігор Емануїлович (1871—1960)
- Філіп Малявін (1869—1940)
- Жуковський Станіслав Юліанович (1873—1944)
- Фешин Микола Іванович (1881—1955)
- Паоло Трубецькой, скульптор[3] (1866—1938)

## Імпресіонізм в скульптурі

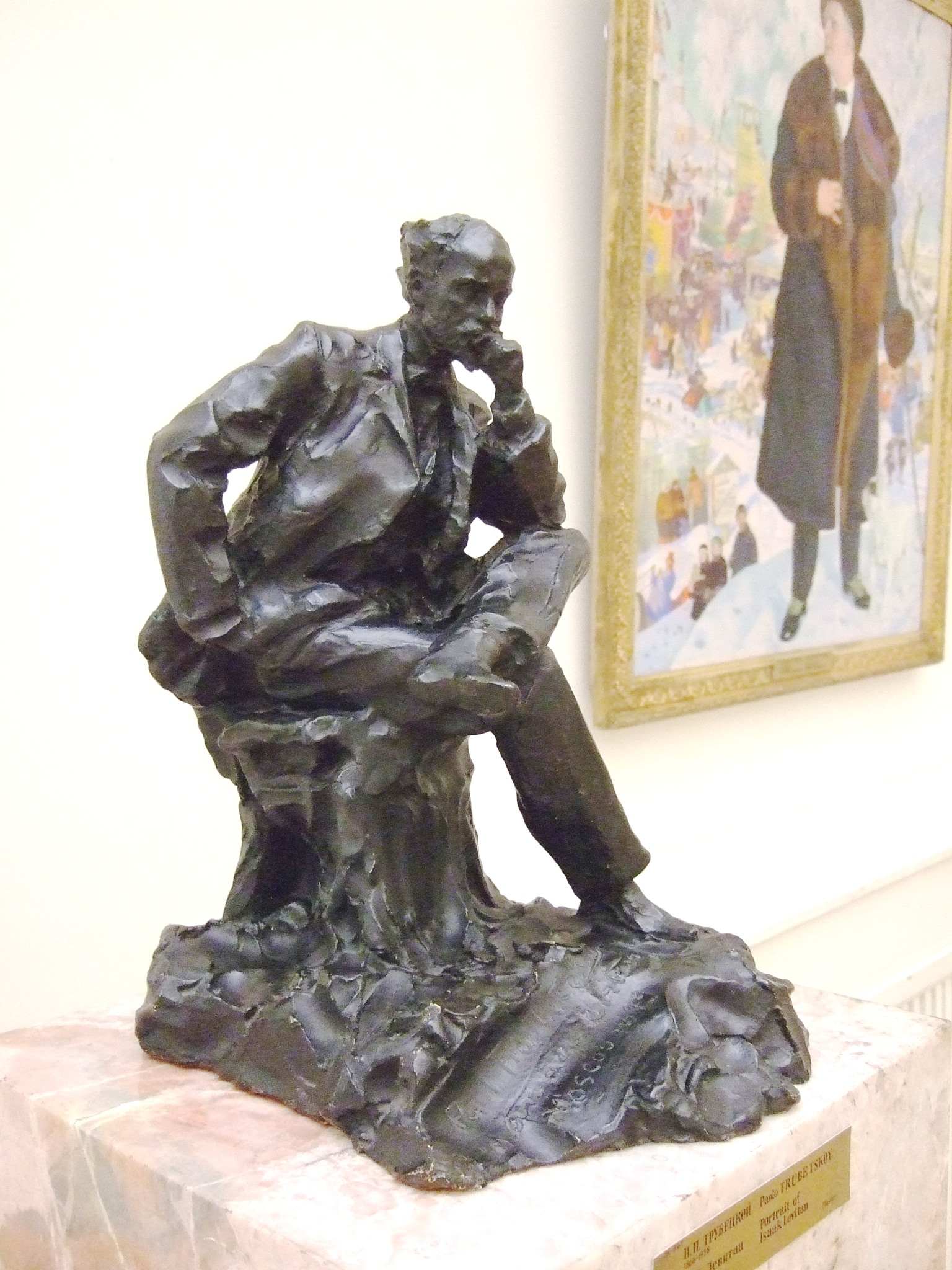
Паоло Трубецькой. Художник Ісак Левітан (1899) Державний Російський музей

Деякі принципи імпресіонізму — передача миттєвого руху, фрагментарність, плинність форми — у різному ступені позначилися в скульптурі 1880-1910-х (у Едгара Дега й Огюста Родена у Франції, Медардо Россо (1858—1928) в Італії, у Паоло Трубецького й А. С. Голубкіної у Росії). У той же час підвищена мальовничість імпресіоністичної скульптури вступала часом у протиріччя з відчутністю й тілесністю, властивій самій природі скульптурного образу.
Паоло Трубецькой тривалий час жив і навчався в Італії, де мешкали його батьки і два брати. Систематичної художньої освіти не отримав, але його обдарованість, дворянське походження і наполегливість принесли успіхи. Паоло Трубецькой виготовляв портрети, анімалістичну скульптуру, брався за монументальні твори. Відрізнявся відкритістю характеру, прихильністю до тварин і нелюбов'ю до світських умовностей, навіть вегетаріанством, якими полонив примхливого, вибагливого до знайомих графа і письменника Лева Толстого. Швидкість, ескізність художньої манери Паоло Трубецького не псувала враженню художньої завершеності від скульптур майстра. Невиглажена, мерехтлива поверхня скульптур митця викликала обурення та критику з боку прихильників російського академізму, бо вони гостро відчули «ворожість» манери Трубецького поміркованому, помертвілому на той час академізму. З майстерні скульптора вийшли портрети Лева Толстого (1899), художника Ісака Левітана (1899 р.), оперного співака Федора Шаляпіна (1900), С. С. Боткіна (1906) 1900 року скульптор Паоло Трубецькой від Російської імперії брав участь у Всесвітній виставці в Парижі. За портрет Лева Толстого та Л. Голіцина Паоло Трубецькой отримав вищу нагороду виставки «Великий приз» разом із скульптором Огюстом Роденом. Так російський імпресіонізм в скульптурі отримав перше визнання і за кордоном.

## Пізній імпресіонізм в СРСР
Специфічною була доля російського імпресіонізму і в роки існування СРСР. Жорсткий цензурний контроль з боку сталінського уряду над розмаїттям мистецьких жанрів обумовив віднесення імпресіонізму до «формалістичної течії», ворожої і небезпечної для СРСР з ідеологічних міркувань. Тим не менше імпресіонізм як техніка був присутній в картинах деяких художників як інерція мистецьких процесів до перевороту в жовтні 1917 (Кустодієв Борис Михайлович), а в 1929 навіть вийшла з друку книга «Русская живопись XIX века», де А. Федорова-Давидова в статті «Біля витоків російського імпресіонізму» намагалась дослідити генезу виникнення названого напрямку. Реалістичні корені імпресіонізму і консервативного соціалістичного реалізму тим не менше сприяли його прихованому існуванню в мистецтві підрадянського періоду. Але звинувачення в «наслідках імпресіонізму» якогось художника було як звинувачення в зраді і було присутнє в практиці радянської критики ще в 1950-і роки. Дивним чином імпресіоністична техніка і її характерна фактурність була присутня в картинах деяких авторитетів радянського мистецтва (Пластов Аркадій Олександрович, Герасимов Олександр Михайлович та ін.).
В добу відлиги ідеологічний тиск на імпресіонізм послабшав. До здобутків імпресіонізму звернулась низка радянських художників, бо це була територія обмеженої свободи і відродження зацікавленості в здобутках митців-попередників зламу 19-20 ст. В музейні експозиції Москви та Ленінграда повертають картини імпресіоністів із запасників.
Імпресіонізм — після довгої перерви — знову стає об'єктом аналізу і вивчення істориками мистецтва. Це 10-й том видання «Історія російського мистецтва» (розділи, котрі створили Д. З. Коган, В. Н. Петров, Р. С. Кауфман, Д. В. Сарабьянов), книга Г. Ю. Стерніна «Художественная жизнь России на рубеже XIX—XX веков», а також дослідження О.Лясковської «Пленэр в русской живописи XIX века». Імпресіонізм потроху визнають відкритою мистецькою системою, особливим світоглядом, творчі можливості якої в національному мистецтві не використані повністю, добре прикладаються до директивного оптимізму хрущовської доби. А дисертація 1973 року В. Філіпова «Проблема формування імпресіонізму в російському живопису останніх десятиліть 19 ст.» стає фундаментальним твором цієї теми.
У 2000 в Державному Російському музеї відбулась виставка представників російського імпресіонізму. А порівняння картин Аркадія Пластова чи Олександра Герасимова з творами Костянтина Коровіна, Миколи Фешина, Бориса Кустодієва, Миколи Мещеріна виявило їх спорідненість і високу мистецьку вартість.
У 2003 схожу виставку з назвою «Російський імпресіонізм» підготувала Державна Третьяковська галерея. В місті Міннеаполіс (США) запрацював «Музей російського мистецтва», експозиція котрого створена з придбаних картин російських художників, для яких суттєвим було наслідування традиціям (допереворотного в 1917) мистецтва та причетність до імпресіонізму. В основі музейних колекцій — приватна збірка колекціонера та знавця радянського мистецтва Реймонда Джонсона.